# Agrypnus deyrollei
Agrypnus deyrollei là một loài bọ cánh cứng trong họ Elateridae. Loài này được von Hayek miêu tả khoa học năm 1973.